# Lijst van edities van Dance Valley
Dit is een lijst met edities van artiesten die hebben opgetreden op het Nederlandse festival Dance Valley.

## Edities
| Jaar | Datum          | Artiesten |
| ---- | -------------- | --- |
| 2018 | 11 augustus    | Watermät, Throttle, Mike Williams, Jax Jones, Fedde le Grand, Steve Aoki, Sigma, Quintino, Showtek, Soulvation, Jay Hardway, Ko-c, Chuckie, Lil' Kleine, Dave Roelvink, Boef, Jack Wins, Tom Staar, The Partysquad, JeBroer, Frontliner, Toneshifterz, Rebourne, Jody Bernal                                                                         |
| 2017 | 12 augustus    | Blasterjaxx, Lost Frequencies, Lucas & Steve, Roger Sanchez, Steve Angello, Timmy Trumpet, Tujamo, Chocolate Puma, Deepend, Ferreck Dawn, Mike Mago, Thomas Jack, Watermät, Zonderling, Dyro, John Dahlbäck, Mike Williams, Lil' Kleine, Mauro Picotto, JeBroer, Kasarov, Evil Activities, Toneshifterz                                              |
| 2016 | 13 augustus    | Ferreck Dawn, Joe Stone, Michael Calfan, Headhunterz, Otto Knows, Sunnery James & Ryan Marciano, Yellow Claw, W&W, Carnage,Speedy J, San Holo, Mark Knight, Crookers, D-Block & S-te-Fan, Psyko Punkz, Endymion, Digital Punk, Evil Activities, DJ Promo                                                                                             |
| 2015 | 1 augustus     | Pep & Rash, Thomas Newson, Jay Hardway, Don Diablo, Blasterjaxx, Audio Bullys, Quintino, Sander van Doorn, Fedde Le Grand, Showtek, Gregor Salto, The Partysquad, DJ Luna, Pavo, Charly Lownoise, Shermanology, Franky Rizardo, Vato Gonzalez, Wasted Penguinz, The Prophet, Technoboy, Deepack, DJ Buzz Fuzz                                        |
| 2014 | 2 augustus     | Jordy Dazz, Alvar & Millas , Mitchell Niemeyer, Dirty South, Showtek, The Bloody Beetroots, Chuckie, Steve Angello, Nicky Romero, Jay Hardway, Vato Gonzalez, Sidney Samson, Otto Knows, The Partysquad, FeestDJRuud, Wildstylez, Zany, The Prophet, Brennan Heart                                                                                   |
| 2013 | 3 augustus     | Onder anderen Hardwell, Faithless, Alesso, Sunnery James & Ryan Marciano, Hard Rock Sofa, Paul van Dyk, Chris Liebing, Far East Movement, Alex Pulitzer, Showtek, Yellow Claw, Tieum, Unexist, Zedd, Nervo, Thomas Gold, Daddy's Groove, Thera, Shermanology, Tommyknocker, Zany, John Dahlbäck, Dannic                                              |
| 2012 | 4 augustus     | Onder anderen Afrojack, Above & Beyond, Roger Sanchez, Laidback Luke, Axwell, Aly & Fila, Ferry Corsten, ATB, Pendulum, Pleasurekraft, Sandwell District, TNT, The Prophet, Crookers, Dr. Lektroluv, Mastiksoul, Borgore, Michel de Hey, Steve Rachmad, Secret Cinema, Tommyknocker, Fraulein. Z                                                     |
| 2011 | 6 augustus     | Onder anderen Avicii, Above & Beyond, Steve Angello, Eric Prydz, Josh Wink, Danny Howells, Hardwell, Showtek, Nicky Romero, D-Block & S-te-Fan, Tom Harding, DJ Sneak, Cosmic Gate, Chocolate Puma, Super8 & Tab, Bingo Players, Yoji, Pet DUO, Boemklatsch, Guerilla Speakerz,                                                                      |
| 2010 | 7 augustus     | Onder anderen Carl Cox, Tocadisco, Dada Life, Armin van Buuren, Hernán Cattáneo, Rank 1, Clockwork, MuzikJunki, Technoboy, Tom Harding, Pet Duo, Frank Kvitta, Rush, Showtek, Alex Kidd, Zany, Madskillz, Erick E, Roog, Chocolate Puma, Jordy Lishious, DJ Jean, Randy Katana, Rip Tide, Dem Slackers, Miquelet, Tom Trago, Jean D’Egbert, GoldFish |
| 2009 | 11 juli        | Onder anderen Kraak & Smaak, Armin van Buuren, Nick Warren, Hernán Cattáneo, Chocolate Puma, Hell, Ida Engberg, Tiefschwarz, Toni Moreno, Funkagenda, DJ Jean, Ferry Corsten, Fausto, Showtek, Bass-D, Boemklatsch, Boris Werner |
| 2008 | 12 juli        | Onder anderen Tiësto, Groove Addicts, Dubfire, Tony Cha Cha, Eric van Kleef, Billy the Klit, Dr. Rude, Alex Kidd, Dave Spoon |
| 2007 | 14 juli        | Onder anderen Paul van Dyk, Carl Cox, Tom Harding, Rush, Marco Remus, Benjamin Bates, Christopher Lawrence, Sandy Rivera, Tania Vulcano, G-Spott, Terry Toner, Madskillz, Funkerman, Skitzofrenix, Baggi Begovic |
| 2006 | 15 & 16 juli   | Onder anderen Mauro Picotto, Sebastian Ingrosso, Judge Jules, Technasia, Frank Kvitta, Sebastien Leger, John Dahlbäck, Sander van Doorn, Peter Gelderblom, Carl Cox, Michel de Hey, Marco Bailey, The Prodigy, Dr. Lektroluv |
| 2005 | 5 & 6 augustus | Onder anderen Nick Warren, Erick Pike, Carl Cox, Eddie Halliwell, Marcel Woods, Carlos Rios, Satoshi Tomiie, Eric Prydz, Paul van Dyk, Chris Liebing, Armin van Buuren, Euphonic, Randy Katana, Shinedoe, Laidback Luke |
| 2004 | 7 augustus     | Onder anderen Ferry Corsten, Matthew Dekay, Sasha, Paul Glazby, Danny D, Misja Helsloot, Rank 1, Markus Schulz, Sander Kleinenberg, Adam Beyer, Anderson Noise, Benny Rodrigues, Dimitri, Isis, Remy |
| 2003 | 7 augustus     | Onder anderen Marco V, Armin van Buuren, Tiësto, Renato Cohen, Carl Cox, Dana, Yoji Biomehanika, Chris Fortier, John Digweed, Deep Dish, Sebastien Leger, Cor Fijneman, D- Rashid, Victor Coral, Chuckie, Real El Canario, Dazzle |
| 2002 | 3 augustus     | Onder anderen Laidback Luke, Christian Smith, Fausto, Scot Project, Ben Long, Jel Ford, Roger Sanchez, Roog, Tom de Neef, Astrid, Sister Bliss, Luciën Foort, Secret Cinema, Don Diablo, Fabio, Billy Nasty, Alan Luna |
| 2001 | 4 augustus     | Onder anderen Armin van Buuren, Ferry Corsten, Pete Tong, Johan Gielen, Umek, Tiësto, Sven Väth, Carl Cox, Montana, DJ Jean, Dave Clarke, Jamie Anderson |
| 2000 | 5 augustus     | Onder anderen Carl Cox, Junkie XL, Erick E, Paul Oakenfold, Danny Howells, Claudio Di Rocco, Erick Morillo, Darren Emerson, Michel de Hey, Tom Harding, Klubbheads, Armin van Buuren |
| 1999 | 7 augustus     | Onder anderen DJ Jean, Remy, Tom Harding, Erick E, Dimitri, Marcello, Billy Nasty, Hard Floor, Secret Cinema, Allan Inferno, Eric De Man, Mark Lewis, Laidback Luke, Project 2000, Kenny Ken, Adam Freeland |
| 1998 | 8 augustus     | Onder anderen Carl Cox, Quazar, Frankie D, Miss Djax, Steve Rachmad, John Paul Spliff, Peshay, Miss Monica, Dylan Rhymes, Michel Becks, Michel de Hey, Angelo, Steve Stoll, Holy Ghost, Steely |
| 1997 | 9 augustus     | Onder anderen Tom Harding, JP, Buddha, Colin Dale, Paperclip George, Franky D, DJ Jean, Tom Wax, Bumblebee, Hardflip, The Advent, Paul Jay, Ambient Daan, Dimitri, Derrick May, Hepcat, Chaos |
| 1996 | 10 augustus    | Onder anderen Jamie Anderson, Tommy, Eat Static, Random Access, Craig Walsh, Awex, Quazar, Eric Nouhan, Propellerheads, Marcello, Eric Powell, Charlie Hall, Doc Scott, Darren Crowley, Mad Ed |
| 1995 | 23 juli        | Onder anderen Carl Cox, Alex Tweedy, Billy Nasty, Tsuyoshi, Tony, Darren, Solid Naturen, Dimitri, Craig Walsh, Jamie Anderson, Tom Harding, JP, Rossi, Gino, Spider Willem, Fabio Paras |